# Karate Kid
Karate Kid (engl. The Karate Kid) je američki film iz 1984. godine. Režirao ga je Džon G. Avildsen (John G. Avildsen), a glavne uloge tumače Ralf Mačio (Ralph Macchio), Pat Morita (Pat Morita) i Elizabet Šu (Elisabeth Shue).

## Radnja
Danijel je nov u školi. Nakon što je počeo da se druži sa lepom navijačicom Eli Mils, naleće na Džonija, njenog bivšeg dečka. Džoni vežba karate u školi Kobra, pod vođstvom trenera Kriza, koji ispoveda nemilosrdan stil i pobedu nad protivnikom po svaku cenu. Džoni i njegovi prijatelji maltretiraju i ponižavaju Danijela. Tokom proslave Noći veštica, pretukli su Danijela na ulici. U poslednjem trenutku, u pomoć mu priskače stariji japanski borilački umetnik, gospodin Mijagi, koji lako rastera huligane. Danijel traži od Mijagija da ga nauči karateu. Majstor se slaže, ali ga Mijagi u početku tera da radi posao koji uopšte ne liči na obuku: farbanje ograde i poliranje automobila. Kasnije se ispostavilo da je to bio deo treninga i postepeno Daniel uči osnove borilačkih veština. Učitelj objašnjava Danijelu da treba ne samo da trenira telo, već i da obrazuje duh.
Za rođendan Mijagi poklanja učeniku karategi i odobrava odluku da se takmiči na školskim takmičenjima. Danijel neočekivano pobeđuje više i moćnije protivnike i ulazi u finale. Džoni mu se suprotstavlja. Borba počinje ravnopravno, ali Danijel promašuje potez i mora da provede veći deo borbe poskakujući na svojoj lošoj nozi. Džonijev trener mu kaže da napravi nepošten potez i potpuno onesposobi protivnikovu lošu nogu. Trik uspeva. Danilo se diže poslednjim snagama. Koristeći tehniku „krana“, on, balansirajući na jednoj nozi, zadaje nokaut udarac protivniku i pobeđuje u borbi.

## Spoljašnje veze
- The Karate Kid на веб-сајту  (језик: енглески)
- The Karate Kid на веб-сајту  (језик: енглески)
- Filmske lokacije